# Слободищево
Слободи́щево (рос. Слободищево) — присілок у складі Дмитровського міського округу Московської області, Росія.

## Населення
Населення — 61 особа (2010; 44 у 2002).
Національний склад (станом на 2002 рік):
- росіяни — 93 %